# Orden Ejecutiva 10450

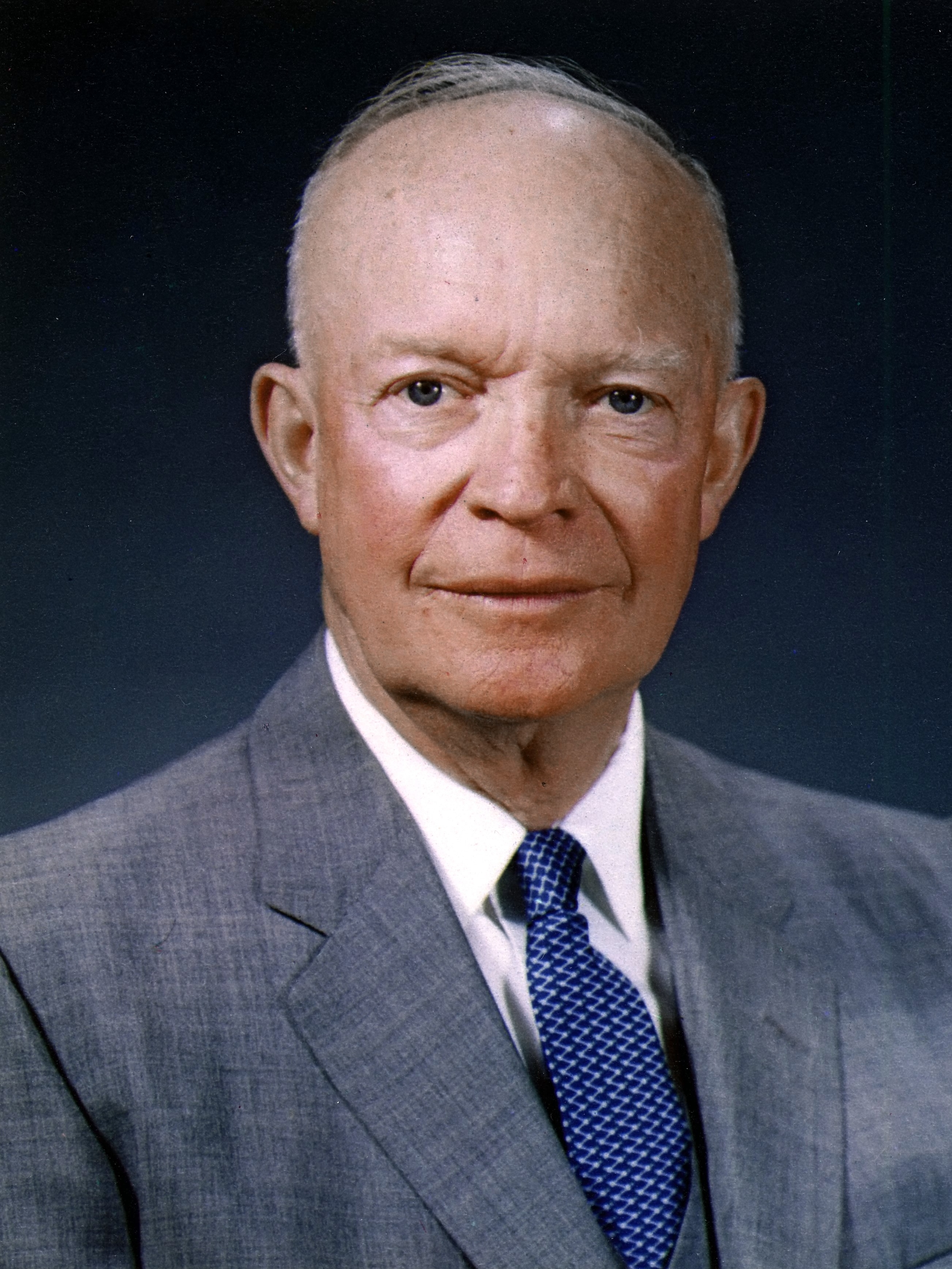
Foto del presidente Dwight D. Eisenhower, quien emitió la orden ejecutiva 10405.

La Orden Ejecutiva 10450 fue emitida por el presidente estadounidense Dwight D. Eisenhower el 27 de abril de 1953. Esta Orden, a partir del 27 de mayo de 1953, revocó la Orden Ejecutiva 9835 de 1947 del presidente Truman y desmanteló su programa de Junta de revisión de lealtad. En cambio, encargó a los jefes de las agencias federales y a la Comisión del Servicio Civil, con el apoyo de la Oficina Federal de Investigaciones (FBI), investigar a los empleados federales para determinar si representaban riesgos para la seguridad. Amplió las definiciones y condiciones utilizadas para hacer tales determinaciones. La orden contribuyó al continuo susto de la lavanda o terror lila (persecución contra homosexuales) de mediados de la década de 1950, prohibiendo a miles de solicitantes gays y lesbianas acceder a puestos gubernamentales.

## Comparación con la anterior Orden Ejecutiva 9835
Anteriormente, los criterios utilizados para definir un riesgo de seguridad eran en gran medida políticos, es decir, afiliación a organizaciones sospechosas o una clara demostración de deslealtad. La Orden Ejecutiva 10450 agregó estimaciones más generales de carácter, estabilidad y confiabilidad. Su lenguaje era amplio: "Toda conducta delictiva, infame, deshonesta, inmoral o notoriamente deshonrosa, uso habitual de intoxicantes en exceso, drogadicción o perversión sexual". Al mismo tiempo, las disposiciones de la orden ejecutiva contenían consejos sobre la evaluación de problemas de carácter, como en su disposición de que la valoración médica de un problema psicológico debe mostrar "la debida consideración al efecto transitorio o continuo de la enfermedad".

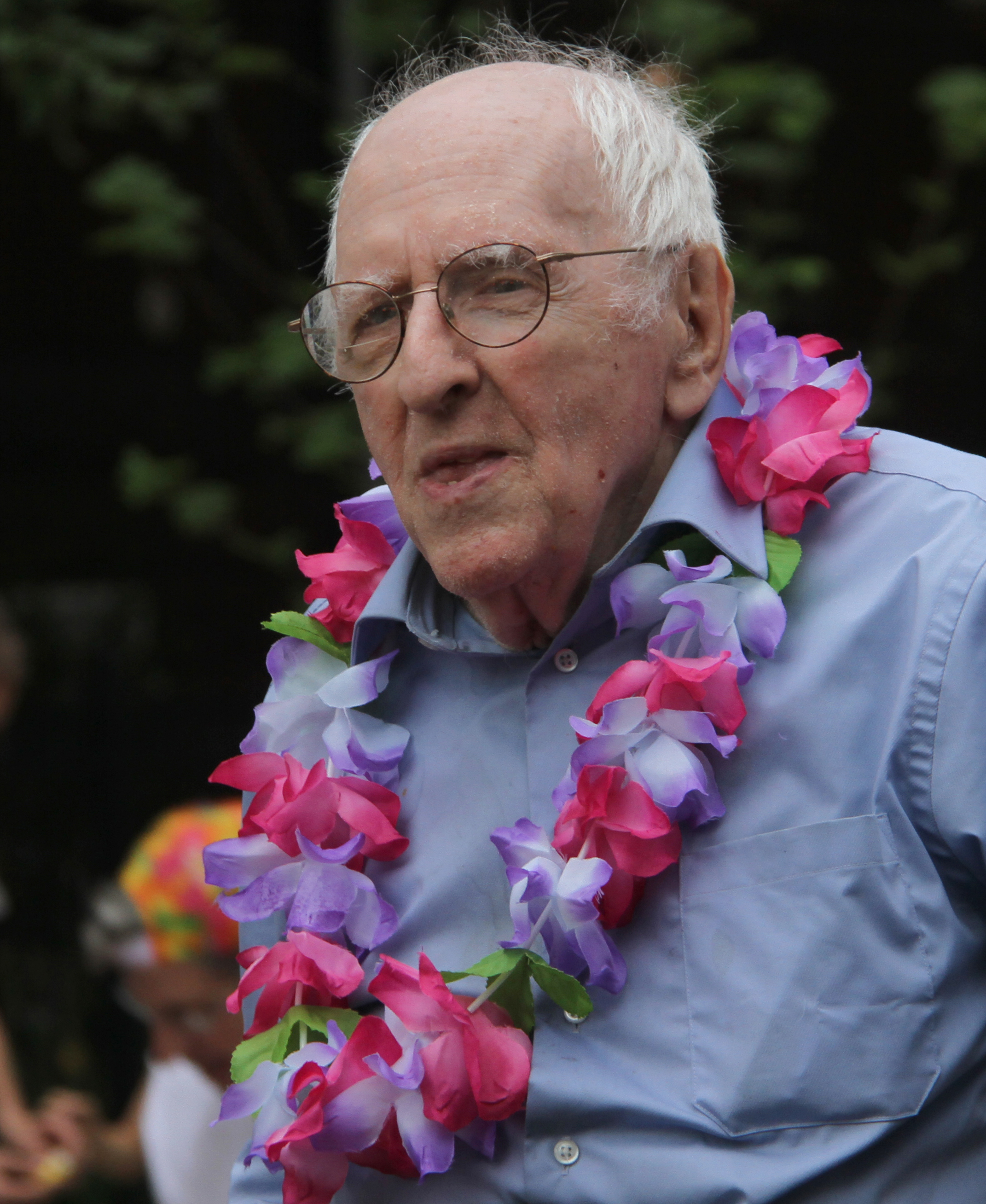
El astrónomo Frank Kameny (foto de 2010) fue despedido de su trabajo en el gobierno en 1957 por ser homosexual. Más tarde demandaría al gobierno en un caso que llegó a la Corte Suprema de los EE. UU. y fundaría la Mattachine Society por los derechos de los homosexuales.

Bajo esta orden, se prohibió el empleo federal a miles de solicitantes gays y lesbianas y más de 5000 empleados federales fueron despedidos bajo sospechas de ser homosexuales. Llegó como parte de la caza de brujas del "terror lila" de EE. UU. que contribuyó y complementó al macartista terror rojo. De 1947 a 1961, el número de despidos basados en la orientación sexual fue mucho mayor que el de la afiliación al Partido Comunista. No fue sino hasta 1973 que un juez federal dictó que la orientación sexual de una persona por sí sola no podía ser la única razón para la terminación del empleo federal, y no fue sino hasta 1975 que la Comisión de Servicio Civil de los Estados Unidos anunció que consideraría las solicitudes de homosexuales y lesbianas caso por caso.[cita requerida]
Sin referirse explícitamente a la homosexualidad, la orden ejecutiva respondió a varios años de acusaciones de que la presencia de empleados homosexuales en el Departamento de Estado planteaba riesgos de chantaje. El fiscal general, Herbert Brownell Jr., explicó que la nueva orden fue diseñada para abarcar tanto los riesgos de lealtad como los de seguridad y diferenció entre los dos: "Los empleados pueden ser un riesgo para la seguridad y aun así no ser desleales ni tener pensamientos traicioneros, pero puede ser que sus hábitos personales son tales que podrían ser objeto de chantaje por parte de personas que buscan destruir la seguridad de nuestro país". La orden ejecutiva tuvo el efecto de prohibir a los hombres homosexuales y lesbianas trabajar para cualquier agencia del gobierno federal." La orden ejecutiva tuvo el efecto de prohibir a los hombres homosexuales y lesbianas trabajar para cualquier agencia del gobierno federal.

## Otros aspectos de la orden
La prensa respaldó la nueva orden ejecutiva como algo "revolucionario". The Washington Post dijo que no estableció una prueba de lealtad sino una "prueba de idoneidad". Algunos en el gobierno se refirieron a su nuevo programa de "integridad-seguridad". Algunos de los que la prensa esperaba que fueran excluidos del empleo federal incluían "una persona que bebe demasiado", "un chismoso incorregible", "homosexuales" y "neuróticos".
La anterior Orden Ejecutiva 9835 de Truman se aplicaba solo al Departamento de Estado y agencias militares selectas. La Orden Ejecutiva 10450 se extendió a todos los empleados del gobierno federal, en particular las fuerzas armadas. Cualquiera que se alistara debía firmar una declaración jurando que no tenía conexiones con una organización considerada subversiva. Unirse a una organización de este tipo en cualquier momento durante el servicio militar era motivo para la baja inmediata de las fuerzas armadas.

## Derogación de la prohibición a los simpatizantes radicales
La Corte Suprema de los Estados Unidos en Cole v. Young (1956) restringió la aplicación de la orden ejecutiva. En este caso de un inspector de alimentos y medicamentos del Departamento de Salud, Educación y Bienestar que había sido despedido por su asociación con radicales, el Tribunal culpó a la orden ejecutiva por no definir la "seguridad nacional" y por otras ambigüedades. Culpó su aplicación en el caso de una posición que no estaba claramente relacionada con la seguridad nacional. Señaló conflictos con estatutos como la Ley de Preferencia de Veteranos.

## Derogación de la orden
En 1975, la Comisión de Servicio Civil de EE. UU. puso fin a la prohibición de homosexuales y lesbianas en el servicio civil federal. En 1977, el Departamento de Estado levantó una política que prohibía a los homosexuales trabajar en el Servicio Exterior. Casi al mismo tiempo, el IRS puso fin a su política de exigir que "los grupos de educación y caridad homosexuales declaren públicamente que la homosexualidad es una 'enfermedad, perturbación o patología" antes de obtener el estado de exención de impuestos de la sección 501.
El texto de la orden que restringía el acceso a la seguridad nacional en función de la orientación sexual también fue derogado en 1995 cuando el presidente Bill Clinton firmó la Orden Ejecutiva 12968, que establecía que "El gobierno de los Estados Unidos no discrimina por motivos de raza, color, religión, sexo, origen nacional , discapacidad u orientación sexual para otorgar acceso a información clasificada". El lenguaje de la orden sobre el empleo y la orientación sexual también fue derogado cuando Clinton firmó la Orden Ejecutiva 13087 en 1998. 
La orden fue derogada explícitamente en 2017, cuando el presidente Obama firmó la Orden Ejecutiva 13764, la última de su Administración.